# Leopoldo Dias Maciel
Leopoldo Dias Maciel (Patos de Minas, 30 de setembro de 1902) foi um político brasileiro do estado de Minas Gerais. Foi deputado estadual em Minas Gerais eleito pelo PR para o mandato de 1947 a 1951, sendo substituído pelo Dep. Dnar Mendes Ferreira a partir de 19/5/1947.

Foi também deputado federal por Minas Gerais.